# Agitation (Medizin)
In der Medizin bedeutet Agitation (auch: Agitiertheit) eine krankhafte Unruhe, bei der es zu heftigen und hastigen Bewegungen des Patienten kommt (Symptome: Zittern, gesteigerter Bewegungsdrang). Eine Agitation tritt vor allem bei Psychosen oder im Delirium auf, allerdings auch im normalen Schlaf (etwa als Begleiterscheinung sehr lebhafter Träume). Sie ist nicht mit gewöhnlicher Nervosität zu verwechseln.
Bei Sterbenden kommt es gelegentlich zu der so genannten terminalen Agitiertheit, wobei sich neben motorischer Unruhe mentale Beeinträchtigungen zeigen, wie unter anderem Desorientiertheit und unzusammenhängendes Sprechen. Als Ursache gelten beispielsweise Angst, körperliche Beschwerden und Veränderungen im zentralen Nervensystem, unter anderem durch Elektrolytverschiebungen oder aufgrund von Sauerstoffmangel im Gehirn.
Agitation tritt auch bei Depression auf. Beherrscht sie das Krankheitsbild, wird diese als agitierte Depression bezeichnet. 
Agitation ist eine Nebenwirkung einiger Antidepressiva; sie kann auch bei Kokainmissbrauch auftreten.